# 佩什山
66°51′S 52°48′E / 66.850°S 52.800°E
佩什山是南極洲的山峰，位於恩德比地，處於托克勒山以東2.8公里和大霍納肯山西南面50公里，該山峰根據澳大利亞探險隊拍攝的空中照片被繪入地圖，以氣象觀測員命名。